# 布萊恩·克拉克 (九一一襲擊事件倖存者)
布萊恩·克拉克（英語：Brian Clark；1947年7月4日—）是一名加拿大商人，2001年九一一襲擊事件發生時他在世界貿易中心南塔84樓上班，聯合航空175號班機撞入南塔78樓至84樓，他成為撞擊區域內部為數不多的倖存者。克拉克向九一一調查委員會提供了關於當天911求救電話運作狀況的重要證詞。
克拉克上班的美國國際經紀公司「歐元證券公司」（Euro Brokers Inc）在當天失去了61名員工，相當於其紐約分公司員工總數的將近五分之一，該公司後被BGC合夥企業併購。

## 九一一襲擊事件

### 背景
事件發生時，克拉克是美國國際經紀公司「歐元證券公司」的執行副總裁，辦公室設於世界貿易中心南塔84樓。克拉克從1973年起在這家公司工作，擔任了約15年的管理職位，在事件發生前不久剛升上執行副總裁。在後來發生的事件中，更為重要的是他的另一項職責——他志願擔任消防管理員，因此辦公室內置有口哨與手電筒。

### 飛機撞擊雙塔
美國航空11號班機於2001年9月11日8點46分撞入北塔，當時位於南塔辦公室內的克拉克目擊到窗外的強光與火焰，猜測是上方樓層發生了爆炸。身為一名消防管理員，他立刻拿起口哨要疏散眾人離開。但很快地電視開始播報新聞，他與其他同事得知出事的是北塔，因此停下了逃難的腳步。8點55分左右，南塔港務局在塔內廣播「二號大樓（南塔）很安全」，並要正在疏散的人們回去各自的辦公室。
9點02分，聯合航空175號班機撞入南塔78樓至84樓，位於84樓的歐元證券公司辦公室嚴重損毀，包括克拉克在內只有數名職員在最初的衝撞中倖存下來。克拉克打開手電筒，與其他同事一起離開了辦公室，當時南塔的三個樓梯間中有兩個已經毀壞到無法通行，而克拉克一行人卻幸運地挑選到唯一完好的A樓梯間。當眾人下到81樓時，有一男一女從80樓上來，警告他們下面都是火焰與煙霧，並主張應該往上爬到屋頂等待救援。
接著眾人開始在樓梯間爭論是要上樓還是下樓，而克拉克卻在此時聽到81樓內傳來微弱的呼救聲，於是他與爭論中的眾人分開，找了同事榮恩·迪法蘭西斯科（Ron DiFrancesco）一同進入81樓救援。在克拉克進入81樓前，他轉身看到其他同事和那對男女都開始向上走，這是他見到這群人的最後一面。當天通往屋頂的門被鎖住了，且屋頂上的濃煙過多，還有屋頂天線的阻礙，使直升機無法靠近救援，因此向上走的人無法以任何方式逃脫。

### 拯救普瑞納斯
在81樓廢墟中呼救的是富士銀行員工史丹利·普瑞納斯。當聯合航空175號班機撞入南塔時，普瑞納斯正在此樓層的富士銀行辦公室講電話，他目擊到窗外一架飛機直直向自己衝來，並即時做出反應躲到辦公桌底下，最終奇蹟似地僅受到一點輕傷。然而，周遭的大樓碎塊形成一堵牆，使他無法自力逃離辦公室。
另一邊，進入81樓的克拉克與迪法蘭西斯科順著呼救聲與手電筒燈光的指引，在一片昏暗中順利找到了普瑞納斯的方位。然而迪法蘭西斯科卻在此時被81樓的煙霧熏倒，他向後退回了樓梯間，自此便與克拉克分離。而留下來的克拉克與普瑞納斯之間仍有那堵牆存在，普瑞納斯若想獲救，就只能靠他自己跳起來翻過那道牆。普瑞納斯本人並沒有信心，但在克拉克的鼓勵下，他連續嘗試了好幾次跳躍，還弄傷了手掌。最後一次跳躍時，克拉克伸手勾住普瑞納斯，使勁將他拉到了牆的這一端。

### 下樓
接著克拉克與普瑞納斯開始下樓，樓梯間裡有煙霧和阻塞通道的石膏板碎塊，雖然需要移開碎塊才能前進，但並不是無法通過。下到74樓時情況開始好轉，兩人開始呼吸到新鮮空氣。在68樓，兩人遇到正在上樓的何塞·馬雷羅（Jose Marrero），馬雷羅與克拉克同為歐元證券公司的消防管理員志願者，此前他已將一批歐元證券公司的職員帶到23樓，然後他從對講機內聽到其他同事的求救聲（來自81樓與克拉克分開的那些同事），於是他打算爬到上面幫助那些同事。克拉克勸告馬雷羅上面很危險，但後者堅持要幫忙，這是馬雷羅生前最後一次被人目擊。
在44樓的空中大廳，兩人見到一名受傷躺在地上的男性和另一名正在照顧他的男性，後者拜託克拉克他們打電話找人上來幫忙，而克拉克與普瑞納斯答應了。於是他們下到31樓的歐本海默基金辦公室，在這裡他們發現辦公室內的電話能夠運作，此時約為9點40分。克拉克先打電話跟妻子報平安，接著撥打了911求救電話，請求對方派人到44樓幫忙。這通電話花了三分鐘的時間，被轉接給三個不同的人，克拉克的證詞描述了當時911求救電話運作上的混亂情況。或許也正是這通電話讓救難人員得知還有一個能夠通行的樓梯間，被困在南塔撞擊區域上方的數百人仍有逃生機會。
克拉克與普瑞納斯花了約四分鐘打電話，此時距離南塔倒塌僅剩約15分鐘，但當時兩人對此並不知情，於是克拉克提議慢慢行走以免受傷。9點55分，兩人抵達一樓大廳，有個女人告訴他們安全離開大樓的路線，於是它們以正常的速度行走，中間遭遇許多消防員、警察和撤離者，沒有人用奔跑的，現場氣氛也並不急迫。9點56分，克拉克與普瑞納斯離開世界貿易中心。他們走到兩個街區外，普瑞納斯在這時表示建築物可能會倒塌，而克拉克則否定這個看法，強調建築物相當堅固，但他的話還沒說完南塔便開始崩塌了。克拉克與普瑞納斯在南塔倒塌前三分鐘離開，是倒數第四位與第三位離開南塔大樓的人。在後來的救援行動中，救難人員沒有在倒塌的南塔廢墟內發現任何倖存者。

### 事件過後
普瑞納斯感激克拉克救了他的性命，而克拉克也感謝普瑞納斯救了他的性命，因為當時要不是聽到普瑞納斯的求救聲，克拉克可能會跟著其他同事一同上樓，這麼一來他必死無疑。兩人後來成為了最要好的兄弟。他的同事榮恩·迪法蘭西斯科在與克拉克分別後獨自一人上到了91樓，他在那裡因濃煙而改變主意，轉身下樓並成為南塔倒塌前最後一個逃離的人，也是來自最高樓層的倖存者。迪法蘭西斯科一逃出南塔便開始崩塌，因此他也被捲入崩塌之中，後來在醫院裡沉睡了數天才清醒。另外一名及時逃脫的倖存者是理查·弗恩（Richard Fern），他同樣也是84樓歐元證券公司的員工。撞擊發生時弗恩在84樓正準備搭電梯撤離，之後他自行從著火的電梯內脫困並下樓。
歐元證券公司在九一一襲擊事件中失去了61名員工。大多數倖存的員工是於飛機撞擊北塔後便開始撤離，在另一架飛機撞擊南塔時已不在撞擊區域內。而在那些留在84樓的員工中，僅克拉克、迪法蘭西斯科與弗恩三人倖存。歐元證券公司後來成立「歐元證券公司救濟基金」（Euro Brokers Relief Fund）來幫助罹難員工的家屬，並指派克拉克擔任這份基金的主席。2005年，歐元證券公司被BGC合夥企業併購，隔年克拉克從公司退休。退休後的克拉克在許多非營利組織擔任志工，他也在新布藍茲維神學院擔任董事會成員及會計。

## 大眾文化
- 《雙塔之內（英语：9/11: The Twin Towers）》（2006年），BBC紀錄片，片中克拉克由勞勃·耶賽克（英语：Robert Jezek）飾演[23]。
- 《United by 9/11》（2006年），紀錄片[24]。
- 《威廉薛特納神祕檔案（英语：The UnXplained）》第二季第1集（2020年），歷史頻道電視節目，節目中講述有某種「看不見的力量」讓克拉克在冥冥之中找對了樓梯間（南塔三個樓梯間中唯有一個能通行）。
- 《911美國夢魘（英语：9/11: One Day in America）》（2021年），國家地理頻道紀錄片。

### 腳註
1. ↑  . NBC News. 2004-05-18  [2007-08-05]. （原始内容存档于2019-07-24）.
2. ↑  . ABC News. 2006-04-01  [2007-08-05]. （原始内容存档于2023-04-29）.
3. ↑  Pam Fessler, 梅麗莎·布洛克. . All Things Considered. 2004-05-18  [2007-08-05]. （原始内容存档于2023-04-30）.
4. ↑  York, New. . The Guardian (London). 2002-08-18  [2007-08-05]. （原始内容存档于2008-01-04）.
5. ↑  Michael Weissenstein. . Associated Press. 2004-05-18  [2007-08-05]. （原始内容存档于2007-07-16）.
6. ↑  . CBC News. 2006-09-11. （原始内容存档于2011-12-24）.
7. 1 2 3 4 5 6  . PBS Nova.   [2007-08-05]. （原始内容存档于2011-03-09）.
8. ↑  Paltrow, Scot J.; Journal, Queena Sook Kim Staff Reporters of The Wall Street. . Wall Street Journal. 2001-10-23  [2016-07-14]. ISSN 0099-9660. （原始内容存档于2021-08-13）.
9. ↑  . GovInfo.gov. U.S. Government Printing Office: 279. 22 July 2004  [30 June 2023]. （原始内容存档于2024-07-08）.
10. ↑  Free, Cathy. . People. 2017-09-11  [2024-02-03]. （原始内容存档于2017-09-12）.
11. ↑  Thomas Meyer, José García Morales. . Temple Lodge Publishing. 2005: 118–119  [2011-04-01]. ISBN 978-1-902636-66-5.
12. ↑  John F. Dovidio. . Routledge. 2006: 1  [2011-04-01]. ISBN 978-0-8058-4935-6. Other ordinary citizens simply rose to the occasion.  Brian Clark, a vice-president for a brokerage firm, heard someone call for help as he struggled down the stairway and found Stanley Praimnath trapped behind a pile of heavy debris.
13. ↑  Ron Hutchcraft. . 慕迪聖經學院. 2007: 55  [2011-04-01]. ISBN 978-0-8024-3649-8. Meanwhile, Brian Clark had just made it as far as the stairwell outside the 81st floor where he heard Stanley's cries for help.  In spite of his vulnerability to dust and smoke because of his asthma and allergies, the broker entered that floor and went to work to free the man trapped in the rubble.
14. ↑  Laurence Gonzales. . W. W. Norton & Company. 2003: 76, 172  [2011-04-01]. ISBN 978-0-393-05276-3. Brian Clark.
15. ↑  . Blogger.   [2010-10-17]. （原始内容存档于2024-02-03）.
16. ↑  . The New York Times. 2002-05-26  [2024-02-03]. （原始内容存档于2024-06-28）.
17. ↑  . BBC. 2011-09-05  [2015-09-03].
18. ↑  . www.usatoday.com.   [2022-09-17].
19. ↑  Torrey AndersonSchoepe. . Yahoo! News. 2011-08-26  [2024-02-03]. （原始内容存档于2024-05-24）.
20. 1 2  Robert Kolker. . New York. 2011-08-27  [2024-02-03]. （原始内容存档于2024-02-03）.
21. ↑  Robert Kolker. . New York. 2011-08-27  [2024-02-03]. （原始内容存档于2011-09-25）.
22. ↑  2014–15 NBTS Catalog – New Brunswick Theological Seminary www.nbts.edu/wp-content/uploads/2016/01/2014-15-NBTS-Catalog-1.pdf
23. ↑  . Youtube. 2006. （原始内容存档于2021-12-22）.
24. ↑  . Hulu. 2006  [2014-09-11]. （原始内容存档于2014-09-12）.

### 延伸閱讀
- Peter Cheney. . The Globe and Mail. 2002-03-13  [2007-08-05]. （原始内容存档于2007-03-05）.
- Dennis Cauchon. . USA Today. 2001-12-19  [2007-08-05]. （原始内容存档于2012-09-05）.
- . CNN. 2002-9-11  [2007-08-05]. （原始内容存档于2016-10-06）.
- . CNN. 2002-09-07  [2007-08-05]. （原始内容存档于2021-01-25）.
- Christina Lopes. . CTV News. 2002-09-06  [2007-08-05]. （原始内容存档于2007-08-09）.
- Olivia Barker. . USA Today. 2006-09-09  [2007-08-05]. （原始内容存档于2011-02-11）.
- Michael Okwu. . CNN. 2002-09-09  [2007-08-05]. （原始内容存档于2007-08-27）.
- . CBC. 2001-10-24  [2007-08-05]. （原始内容存档于2007-04-12）.
- 艾莉森·史密斯（英语：Alison Smith (journalist)）. . CBC.   [2007-08-05]. （原始内容存档于2001-11-25）.
- . CBC. 2006-09-11  [2021-09-11]. （原始内容存档于2011-12-24）.
- . Cooperative Research.   [2007-08-05]. （原始内容存档于2006-04-26）.
- Deborah Amos, Catherine Winter. . 美國公共傳媒.   [2007-08-05]. （原始内容存档于2007-05-31）.
- Catherine Winter. . 美國公共傳媒.   [2007-08-05]. （原始内容存档于2008-05-15）.
- 吉姆·德懷爾（英语：Jim Dwyer）. . The New York Times. 2004-05-19  [2007-08-05]. （原始内容存档于2023-10-01）.
- . BBC. 2002-03-07  [2007-08-05]. （原始内容存档于2024-05-08）.
- . Pittsburgh Tribune-Review. 2006-09-10  [2011-04-06]. （原始内容存档于2013-01-31）.
- .   [2007-08-05]. （原始内容存档于2007-09-27）.
- .   [2007-08-05]. （原始内容存档于2007-05-28）.